# Benedetta Scuderi
Benedetta Scuderi (Agropoli, 8 settembre 1991) è una politica italiana, europarlamentare dal 2024.

## Biografia
Ha conseguito una laurea in giurisprudenza con lode presso l'Università degli Studi Roma Tre e si è abilitata alla professione forense. Ha poi completato due master, uno in sostenibilità ed energia presso l'Università commerciale Luigi Bocconi e uno in politiche pubbliche presso la University College London, lavorando come consulente di sostenibilità per aziende.

### Attività politica
Nel 2019 entra in Europa Verde contribuendo alla fondazione dei Giovani Europeisti Verdi, organizzazione giovanile del Partito.
Nel 2021 entra a far parte della Federazione dei Giovani Verdi Europei, prima come membro dell'esecutivo, poi dal 2022 come co-portavoce.
Alle elezioni europee del 2024 viene candidata al Parlamento europeo, tra le liste di Alleanza Verdi e Sinistra nella circoscrizione Italia nord-occidentale, risultando eletta europarlamentare. Alla luce dei risultati delle votazioni europee, Scuderi viene eletta, ricevendo complessivamente 19.434 preferenze aderendo al gruppo dei Verdi europei.